# Chronologie de l'Angleterre

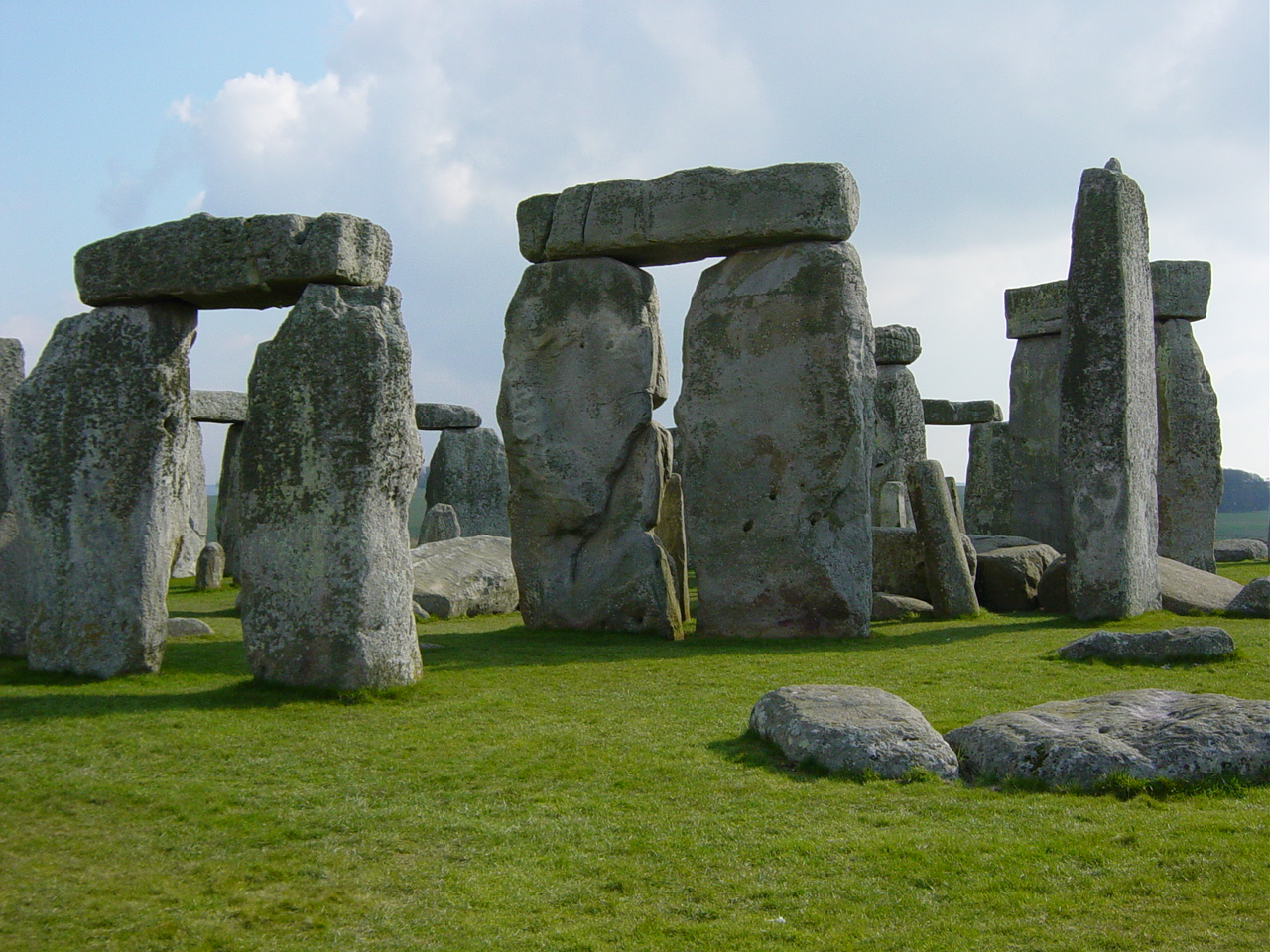
Photographie de Stonehenge, un monument néolithique en Angleterre.

Chronologie des événements marquants de l'histoire de l'Angleterre :

## La Préhistoire
- 700 000 ans avant notre ère : Des ossements d’Homo erectus datant de cette époque sont trouvés dans les Norfolk et Suffolk actuels[1]. C'est l’occupation humaine de l’île la plus ancienne connue à ce jour.
- 110 000 ans avant notre ère : Des outils néandertaliens sont trouvés à Dartford, dans le Kent[2].
- 33 000 av. J.-C. : la découverte d'un squelette masculin sur la péninsule de Gower, au pays de Galles, baptisé Dame rouge de Paviland atteste la présence de l'Homo Sapiens[3].
- XIe millénaire av. J.-C. : Après la dernière période glaciaire, des humains venant du Nord de la péninsule Ibérique repeuplent la zone[4].
- IVe millénaire av. J.-C. : Naissance de l’agriculture.
- 3800 av. J.-C. : Civilisation de Windmill-Hill.
- 2500 av. J.-C. : Apparition de la culture campaniforme, période pendant laquelle les monuments néolithiques comme Stonehenge ou Avebury furent construits.

## Avant la conquête romaine
- IVe siècle av. J.-C. : Le matériel archéologique de cette époque, comprenant une production métallurgique laténienne, prouve l'occupation de l'île par des populations celtiques.
- IIe siècle av. J.-C. : Arrivée de peuples belges (Atrébates, Cantiaci, Catuvellauni, Iceni, etc.) dans le sud-est de l'île[5].
- 55 av. J.-C. : Première expédition de Jules César sur l'île de « Bretagne » (Britannia).
- 54 av. J.-C. : Deuxième expédition de Jules César en Bretagne. Il affronte Cassivellaunos et reçoit la soumission de plusieurs peuples (Trinovantes, Cénimagnes, Ségontiaques, Ancalites, Bibroques, Casses) avant de repartir sur le continent.
- fin du Ier siècle av. J.-C. - début du Ier siècle apr. J.-C. : les Catuvellauni étendent leur domination sur les peuples voisins, les Trinovantes et les Atrébates notamment.
- 8 après J.-C. : Les deux souverains Dumnovellaunus (Coritani) et Tincomarus (Atrebates) fuient à Rome demander de l'aide à l’empereur Auguste.
- 39 : Sollicité par Adminios, fils de Cunobelinos, Caligula concentre des troupes près de Boulogne-sur-Mer et y fait édifier un phare monumental, puis renonce à tout débarquement.
- vers 40, le roi atrébate Verica est déposé et se réfugie à Rome.

## La période romaine
- 43 : Début de la conquête romaine de la Bretagne : l'empereur Claude envoie Aulus Plautius en Bretagne à la tête de quatre légions. Les chefs bretons Togodumnus et Caratacos sont vaincus (bataille de Medway). Aulus Plautius devient le premier gouverneur de la province de Bretagne.
- 50 : Publius Ostorius Scapula, successeur d'Aulus Plautius, met un terme à la résistance de Caratacos (bataille de Caer Caradoc).
- 60 : Le gouverneur Caius Suetonius Paulinus détruit le sanctuaire druidique de l'île d'Anglesey. Les Iceni se révoltent, conduits par leur reine Boadicée, et écrasent la Legio IX Hispana.
- 61 : Fin de la révolte de Boadicée, vaincue par Suetonius (bataille de Watling Street).
- 71-74 : Quintus Petillius Cerialis affronte les Brigantes.
- 76-78 : Sextus Julius Frontinus soumet les Silures.
- 78 : Julius Agricola écrase les Ordovices.
- 78-84 : Campagnes de Julius Agricola en Calédonie. Il est rappelé par l'empereur Domitien avant d'en avoir achevé la conquête.
- 118 : Quintus Pompeius Falco écrase une rébellion dans le Nord.
- 122 : Début de la construction du Mur d'Hadrien à la suite de la visite de l'empereur Hadrien en Bretagne.
- 142 : Début de la construction du Mur d'Antonin.
- 162 : Les Romains se retranchent derrière le Mur d'Hadrien et abandonnent le Mur d'Antonin.
- 197 : Le gouverneur Clodius Albinus est proclamé empereur par ses légions et traverse la Manche. Il est vaincu et tué par Septime Sévère peu après.
- 208-210 : Campagnes de l'empereur Septime Sévère en Calédonie.
- 211 : Septime Sévère meurt à Eboracum (4 février).
- 260-274 : La Bretagne relève de l'Empire des Gaules fondé par Postume.
- 286 : Le commandant militaire Carausius est proclamé empereur par ses légions.
- 289 : Maximien Hercule tente d'envahir la Bretagne pour déposer Carausius, mais échoue.
- 293 : Carausius est assassiné par Allectus, qui usurpe à son tour le pouvoir.
- vers 293 : Dioclétien réorganise la Bretagne en quatre provinces : Britannia Prima, Britannia Secunda, Flavia Caesariensis et Maxima Caesariensis.
- 296 : Allectus est vaincu et tué par Julius Asclepiodotus pour le compte de Constance Chlore.
- 305 : Campagne de Constance Chlore en Calédonie.
- 306 : Constance Chlore meurt à Eboracum (25 juillet).
- 350-353 : La Bretagne rallie l'usurpateur Magnence.
- 370 : Théodose l'Ancien crée la province de Valentia à la suite des invasions pictes de 368-370.
- 383 : Le général Magnus Maximus est proclamé empereur par ses légions.
- 407 : Les légions de Bretagne proclament successivement empereurs Marcus, Gratien et enfin Constantin III. Il traverse la Manche avec toutes ses troupes.
- 410 : L'empereur Honorius écrit aux Bretons pour leur recommander de prendre en main eux-mêmes leur défense.

## Vesiècle
- 429 : premier voyage de Germain d'Auxerre, avec saint-Loup, pour combattre le pélagianisme.
- 448 : second voyage de Germain d'Auxerre.
- vers 450 : Les Bretons font appel au consul Aetius pour leur défense, mais celui-ci ne peut les aider.

## VIesiècle
- vers 500 : Bataille du Mont Badon.
- 597 : Fondation de l'archevêché de Cantorbéry par Augustin.

## VIIesiècle
- 616 : Mort d'Æthelberht de Kent.
- 616 ou 617 : Æthelfrith de Northumbrie est vaincu et tué par Rædwald d'Est-Anglie (bataille de la rivière Idle).
- 633 : Edwin de Northumbrie est vaincu et tué par Cadwallon ap Cadfan et Penda de Mercie (bataille de Hatfield Chase).
- 634 : Cadwallon est vaincu et tué par Oswald de Northumbrie (bataille de Heavenfield).
- 642 : Oswald est vaincu et tué par Penda de Mercie (bataille de Maserfield).
- 655 : Penda est vaincu et tué par Oswiu de Northumbrie (bataille de Winwaed).
- 664 : Concile de Whitby.
- 685 : Ecgfrith de Northumbrie est vaincu et tué par les Pictes (bataille de Nechtansmere).

## VIIIesiècle
- 716-757 : Règne d'Æthelbald de Mercie.
- 757-796 : Règne d'Offa de Mercie.
- 793 : Le monastère de Lindisfarne est pillé par les Vikings.

## IXesiècle
- 825 : Beornwulf de Mercie est vaincu par Egbert de Wessex (bataille d'Ellendune). Tout le Sud-Est de l'Angleterre passe dans le giron du Wessex.
- 865 : La Grande Armée païenne débarque en Angleterre.
- 867 : Les Danois conquièrent la Northumbrie.
- 869 : Les Danois conquièrent l'Est-Anglie (mort d'Edmond le Martyr).
- 878 : Alfred le Grand triomphe des Danois (bataille d'Ethandun).
- 899 : Mort d'Alfred le Grand.

## Xesiècle
- 918 : Édouard l'Ancien prend le contrôle de la Mercie après la mort de sa sœur Æthelflæd.
- 924-939 : Règne d'Æthelstan.
- 937 : Æthelstan bat les armées du roi de Dublin Olaf Gothfrithson, du roi d'Alba Constantin II et du roi de Strathclyde Owen Ier (bataille de Brunanburh).
- 939-946 : Règne d'Edmond.
- 946-955 : Règne d'Eadred.
- 955-959 : Règne d'Eadwig le Beau.
- 959-975 : Règne d'Edgar le Pacifique.
- 975-978 : Règne d'Édouard le Martyr.
- 978-1013 : Règne d'Æthelred le Malavisé.
- 991 : Bataille de Maldon (10 août).

## XIesiècle
- 1002 : Æthelred le Malavisé ordonne le massacre de tous les Danois vivant en Angleterre (massacre de la Saint-Brice).
- 1013 : Æthelred le Malavisé est chassé d'Angleterre par le Danois Sven Barbe-Fourchue.
- 1014 : La mort de Sven (2 février) permet à Æthelred de reprendre son trône.
- 1016 : Cnut le Grand envahit l'Angleterre. Il bat Edmond Côte-de-Fer (bataille d'Assandun, 18 octobre), et obtient le partage du royaume. À la suite de la mort d'Edmond (30 novembre), Cnut devient roi de toute l'Angleterre.
- 1016-1035 : Règne de Cnut le Grand.
- 1035-1040 : Règne d'Harold Pied-de-Lièvre.
- 1040-1042 : Règne d'Harthacnut.
- 1042-1066 : Règne d'Édouard le Confesseur.
- 1066 : Mort d'Édouard le Confesseur (5 janvier). Harold Godwinson est couronné le lendemain, mais d'autres prétendants se font connaître. Harold bat Harald de Norvège (bataille de Stamford Bridge, 25 septembre), mais il est vaincu et tué à son tour par Guillaume de Normandie (bataille d'Hastings, 14 octobre). Guillaume est couronné roi d'Angleterre (25 décembre).
- 1066-1087 : Règne de Guillaume Ier le Conquérant.
- 1086 : Compilation du Domesday Book.
- 1087-1100 : Règne de Guillaume II le Roux.

## XIIesiècle
- 1100-1135 : Règne d'Henri Ier Beauclerc.
- 1135-1154 : Règne d'Étienne de Blois.
- 1154-1189 : Règne d'Henri II Plantagenêt.
- 1189-1199 : Règne de Richard Ier Cœur-de-Lion.

## XIIIesiècle
- 1199-1216 : règne de Jean sans Terre.
- 1215 : Magna Carta.
- 1216-1272 : règne d'Henri III.
- 1258 : conséquence probable d'un « hiver » volcanique qui aurait selon des études scientifiques récentes été provoqué sur la majeure partie de la Terre par l'éruption et l'effondrement du volcan Samalas, en 1257 (sur l'île de Lombok, une des petites îles de la Sonde), de mauvaises récoltes entraînent une famine (relatée dans la Chronica Majora), qui rend de surcroît la population plus vulnérable aux maladies infectieuses : un tiers de celle de Londres serait alors mort.
- 1264-1267 : Seconde Guerre des barons.
- 1272-1307 : règne d'Édouard Ier.
- 1284 : Statut de Rhuddlan.
- 1296-1328 : Première Guerre d'indépendance de l'Écosse.

## XIVesiècle
- 1307-1327 : Règne d'Édouard II.
- 1314 : Bataille de Bannockburn.
- 1327-1377 : Règne d'Édouard III.
- 1337-1453 : Guerre de Cent Ans.
- 1346 : Bataille de Crécy (26 août).
- 1356 : Bataille de Poitiers (19 septembre).
- 1360 : Traité de Brétigny (8 mai).
- 1377-1399 : Règne de Richard II.
- 1381 : Révolte des paysans.

## XVesiècle
- 1399-1413 : Règne d'Henri IV.
- 1413-1422 : Règne d'Henri V.
- 1415 : Bataille d'Azincourt (25 octobre).
- 1422-1461 : Premier règne d'Henri VI.
- 1453 : Bataille de Castillon (17 juillet).
- 1455-1487 : La guerre des Deux-Roses, série de guerres civiles opposant les maisons de Lancastre et d'York.
- 1485 : Le dernier roi de la maison d'York, Richard III, est vaincu et tué à la bataille de Bosworth par Henri Tudor (22 août).

## XVIesiècle
- 1534 : Acte de suprématie.
- 1549 : Révolte du livre de la prière commune.
- 1569-1570 : Soulèvement du Nord.
- 1564 : Naissance de William Shakespeare.

## XVIIesiècle
- 1603-1625 : Règne de Jacques Ier, premier roi d'Angleterre et d'Écosse.
- 1625-1649 : Règne de Charles Ier.
- 1642-1646 : Première guerre civile anglaise.
- 1645 : L'armée royale est écrasée par les troupes de Fairfax et Cromwell (bataille de Naseby, 14 juin).
- 1648-1649 : Deuxième guerre civile anglaise.
- 1649 : Exécution de Charles Ier (30 janvier).
- 1649-1660 :  Interrègne - Protectorate d'Olivier Cromwell.
- 1650-1652 : guerre anglo-écossaise.
- 1660 : Restauration anglaise, Charles II remonte sur le trône.
- 1665 : Grande peste de Londres.
- 1666 : Grand incendie de Londres.
- 1679 : Charles II dissout le Parlement cavalier.
- 1685 : Accession au trône de Jacques II - Rébellion de Monmouth.
- 1688 : Glorieuse Révolution.
- 1689 : La Déclaration des droits est votée par le Parlement d'Angleterre (16 décembre). Début du règne de Marie II et Guillaume III
- 1694 : Création de la Banque d'Angleterre, prélude à la Révolution financière britannique.

## XVIIIesiècle
- 1707 : Par l'Acte d'Union, les royaumes d'Angleterre et d'Écosse fusionnent au sein du nouveau royaume de Grande-Bretagne (1er mai).

Pour la suite, se reporter à la Chronologie du Royaume-Uni.